# Straßenbahn Angarsk
Die Straßenbahn Angarsk (russisch Ангарский трамвай/ Angarsker Tramwaj) ist ein Straßenbahnbetrieb in der ostsibirischen Stadt Angarsk. Der Betrieb, welcher am 26. November 1953 die erste Bahn in Betrieb nahm, betreibt auf seinem Breitspurnetz insgesamt 13 Linien. Somit verfügte die Stadt bereits fünf Jahre nach ihrer Gründung 1948 über eine elektrische Straßenbahn.
Der Bau der Bahn begann bereits im Jahr 1951. 1962 wurde der Betrieb unter die Verwaltung der Stadt gestellt. Das Netz wurde von ihr ausgebaut und ist mit einer Länge von rund 34 Kilometern das größte in Ostsibirien. Umso erstaunlicher ist es, dass keiner der Bahnhöfe der Stadt mit der Straßenbahn zu erreichen ist. Folgende Fahrzeuge werden eingesetzt:
- 12 RWZ-6
- 61 KTM-5
- 16 KTM-8K
- 1 KTM-8KM
- 11 LM-95
- 5 KTM-19K
- 2 KTM-19KT

Hinzu kommen noch elf Betriebsfahrzeuge.

## Weblinks

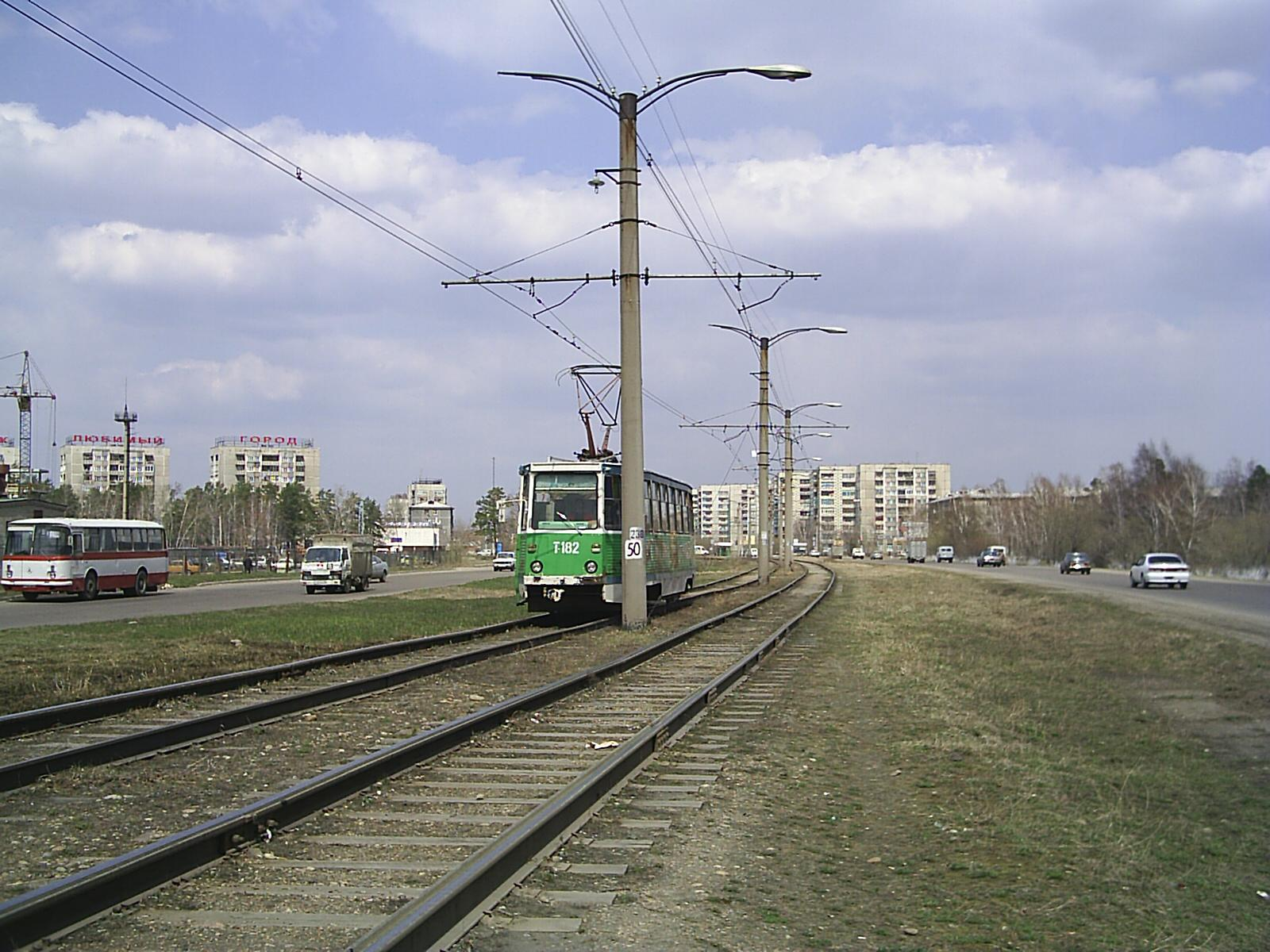
Tram in Angarsk